# Холистическая медицина
Холистическое здоровье или холистическая медицина (от др.-греч. ὅλος «целый, цельный») — течение альтернативной медицины , сосредоточенное на лечении «человека в целом», а не только конкретной болезни.

## Предпосылки и концептуальные основы
Согласно холистическому подходу к здоровью человека, следует принимать во внимание все потребности пациента, в том числе психологические, физические и социальные, и их необходимо рассматривать как единое целое. В исследовании 2007 года говорится, что холистическая концепция находит применение в первичной медицинской помощи в Швеции.
Некоторые представители холистической медицины используют исключительно альтернативные методы лечения, однако иногда холистическое лечение может означать учёт всех особенностей состояния человека при назначении обычной терапии. Иногда «холистической медициной» называют сочетание альтернативных и стандартных методов лечения (см. en:Integrative medicine).

## Методы
В холистической медицине используются разнообразные методики и подходы к терапии, включая гидроколонотерапию, метаболическую терапию и ортомолекулярную медицину.

## Критика
Было опубликовано несколько научных исследований, оспаривающих эффективность (альтернативной) холистической медицины в лечении каких-либо заболеваний, если не считать эффекта плацебо. Американское онкологическое общество рекомендует использовать холистические методы только в сочетании со стандартной терапией, но не в качестве её замены.